# Фазовий перехід деконфайнменту та кварк-глюонна плазма
Кварк-глюонна плазма (КГП, QGP — quark-gluon plasma) — екзотичний стан матерії, що існує за високих температур та густин, в якому кварки та глюони, що є елементарними складовими адронів, перебувають у вільному стані. У звичайній матерії, кварки існують у тільки у зв'язаних колірно-нейтральних станах, зазвичай парами (мезони) або трійками (баріони). Такий зв'язаний стан кварків є ключовою особливістю сильної взаємодії — конфайментом. На відміну від цього, у кварк-глюонній плазмі кварки та глюони перебувають у стані деконфайнменту. У зв'язаному стані кварки взаємодіють шляхом обміну глюонами — носіями сильної взаємодії.

## Історичний огляд експериментів
У стані кварк-глюонної плазми наш Всесвіт перебував у перші моменти ({\displaystyle 10^{-10}-10^{-6}} сек) після Великого Вибуху. У лабораторних умовах цей стан матерії намагаються відтворити шляхом зіштовхування ядер важких елементів (Au, Pb, U) на релятивістських енергіях (від ГеВ до ТеВ). У експериментах із зіткнень важких іонів намагаються дослідити різноманітні фізичні властивості кварк-глюонної плазми як речовини — фазову діаграму, в'язкість, рівняння стану, швидкість звуку і т.д. Історія спроб відтворити цей стан матерії починається у CERN 1986 року із першимим результатами, опублікованими 1991. Потрібно було декілька років, щоб ідея прижилася у спільноті науковців ядерної фізики та фізики частинок. Утворення нового стану матерії у зіткненнях ядер свинцю було анонсовано експериментом SPS WA97 у лабораторії CERN. Науковці з BNL RHIC опублікували результати, що їм вдалося утворити кварк-глюонну плазму із температурою приблизно 4 мільярди К шляхом зіштовхування релятивістських ядер золота. Зараз основні експерименти у CERN продовжують вивчати властивості кварк-глюонної плазми. У лабораторії BNL на прискорювачі RHIC зараз відбуваються дослідження КГП в рамках програми Beam Energy Scan-II. Також у майбутньому дослідження планують проводити на прискорювачі NICA у Об'єднаній лабораторії з ядерних досліджень JINR у м. Дубна, Росія та експерименті FAIR у лабораторії GSI у Дармштадті, Німеччина.

## Теоретичні аспекти
Теоретичною моделлю сильних взаємодій є квантова хромодинаміка (КХД). Лагранжіан КХД має глобальну {\displaystyle Z(3)} симетрію:
{\displaystyle Z=\exp \left[i\lambda _{8}\omega _{8}\right]=\exp \left[{\frac {2\pi ik}{3}}\right]I,~\omega _{8}={\frac {2\pi k}{\sqrt {3}}},~k=0,1,2}
{\displaystyle Z(3)} – група дискретних унітарних поворотів на комплексній площині. Елементи групи {\displaystyle Z(N)} є центральними елементами, тобто такими, що комутують з усіма іншими елементами, групи локальної калібрувальної симетрії {\displaystyle SU(N)}. Перші вдалі спроби теоретично описати кварк-глюонну плазму як асимптотично-вільний стан сильновзаємодіючої матерії відбулися 1978-1979 року у роботах Л. Саскінда та А. Полякова. Розглядаючи гамільтонове формулювання КХД на гратці вони встановили існування деякої температури {\displaystyle T=T_{c}} при якій можливий фазовий перехід конфайнмент–деконфайнмент. Пізніше було доведено, що при цьому порушується глобальна {\displaystyle Z(N)} симетрія. Відповідно, як і в будь-якій теорії фазового переходу, вводять параметр порядку – величину, яка є рівна 0 в одній фазі, і відмінна від 0 в іншій. Зручно обрати параметром порядку так звану петлю Полякова:
{\displaystyle L={\frac {1}{N_{c}}}Tr\left[P\exp(ig\int _{0}^{\beta }A_{0}(x,\tau )d\tau )\right]}
Тоді {\displaystyle <L>=e^{-\beta F}}, де {\displaystyle F} – вільна енергія. Очевидно, така конструкція є параметром порядку і має наочне трактування – у фазі конфайнменту {\displaystyle <L>=0}, що відповідає нескінченній енергії, яку потрібно затратити, щоб народити кварк - антикваркову пару.
Крім фазового переходу конфайнмент-деконфайнмент існує також і інший фазовий перехід – кіральний. За температури {\displaystyle T>T_{c}} лагранжіан КХД стає інваріантним відносно кіральних перетворень, які у інфінітезимальній формі мають такий вигляд: {\displaystyle \delta \psi _{a}=-i\delta \alpha ^{A}(T^{A})_{b}^{a}\gamma _{5}\psi _{b}}. Тобто, ефективно у Лагранжиані зникає масовий доданок {\displaystyle m{\bar {\psi }}\psi }. Параметром порядку такого фахового переходу зручно обрати кварковий конденсат{\displaystyle <{\bar {\psi }}\psi >=-\partial \ln Z/\partial m_{f}}, де {\displaystyle Z} - статистична сума КХД. Чи обидва фазові переходи відбуваються за однієї температури – залишається відкритим питанням на сьогоднішній день. На даний момент через складність КХД основним інструментом її вивчення є КХД на гратці. Проте, і в цьому методі виникать проблеми які досі не вдалося здолати, зокрема серед нерозв’язаних поки проблем є проблема знаку (дія КХД стає комплексною за ненульових баріонних хімпотенціалів, а також проблема Монте-Карло смиуляцій з реальними кварковими масами).

## Фазова діаграма КХД
Фазова діаграма КХД не є добре вивченою ні експериментально, ні теоретично. Фазова діаграма КХД будується в координатах баріонного хімічного потенціалу та температури. При цьому стан, що відповідає нормальній ядерній матерії знаходиться при {\displaystyle \mu _{B}\simeq 930~MeV} та {\displaystyle T\simeq 0~MeV}. При русі від цієї точки вздовж осі баріонного хімічного потенціалу виникне стан, що відповідає умовам в нейтронних зорях. При цьому можливе виникнення гіпотетичного надпровідного по відношенню до колірного заряду стану речовини. При ненульових значеннях температури фаза адронного газу відділяється від фази КГП лінією фазового переходу першого роду, яка при деяких, точно невідомих значеннях температури та баріохімічного потенціалу, закінчується трикритичною точкою, після якої тип фазового переходу змінюється на кроссовер. Якщо рухатись по фазовій діаграмі вздовіж осі температури при нульовому хімічному потенціалі, то цей шлях відповідатиме відтворенню умов при еволюції раннього Всесвіту.
Для повного опису фазової діаграми потрібно мати повне розуміння щільної, сильно взаємодіючої адронної речовини та сильно взаємодіючої речовини з кварків та глюонів в рамках  квантової хромодинаміки. Тому такий опис вимагає належного розуміння КХД в її непертурбативному режимі, а це є однією з відкритих проблем фізики.

## Сигнали кварк-глюонної плазми в зіткненнях важких іонів
Вважається, що в експериментах по зіткненнях важких іонів утворюється такий стан речовини як КГП яка поводить себе як рідина, але в кінцевому стані в детектор потрапляють адрони, які утворилися в процесі адронізації плазми. Тому було запропоновано ряд сигналів, які могли б підтвердити існування КГП в процесі еволюції системи.

### Утворення дивних частинок
Дослідження властивостей кварк-глюонної плазми можна проводити за допомогою кварків, відсутніх у нормальній ядерній матерії. Експериментальна та теоретична робота по пошуках кварк-глюонної плазми опирається на ідею збільшення кількості дивних частинок у КГП у порівнянні з реакціями зіткнень протонів, що була запропонована у 1980 році Йоганом Рафельським та Рольфом Хагедорном. На відміну від {\displaystyle u} та {\displaystyle d} кварків, {\displaystyle s} кварки відсутні на самому початку реакції ядер. Це означає, що всі дивні кварки та антикварки, які спостерігаються в експериментах, були утворені в процесі зіткнення. Проте в середовищі КГП енергія, яку необхідно витратити на утворення пари {\displaystyle s{\bar {s}}}, є меншою, ніж енергія, що необхідна для цього у вакуумі. Тому при утворенні КГП має спостерігатися приріст кількості дивних частинок, що потрапляють у детектор. Зручно, що маса s-кварка близька до гіпотетичної температури деконфайнменту. Це означає, що {\displaystyle s} кварки чутливі до умов в середовищі, у якому вони утворюються, і якщо їх кількість велика, можна припустити, що було досягнуто умов деконфайнменту. На сьогодні[коли?] найсильнішим спостережуваним сигналом посиленого утворення дивних частинок є збільшення кількості утворених дивних антибаріонів, зокрема {\displaystyle {\overline {\Omega }}} баріона ({\displaystyle {\bar {s}}{\bar {s}}{\bar {s}}}).

### Поперечний потік
Поперечний потік характеризує анізотропію утворених частинок в імпульсному просторі та є одним з методів визначення рівняння стану речовини утвореної у зіткненнях важких іонів, оскільки напряму пов'язаний з тиском всередині системи на початкових стадіях зіткнення. Поперечний потік вивчають за допомогою його розкладу в ряд Фур’є по азимутальному куту відносно площини реакції:
{\displaystyle {\frac {dN}{d\phi }}\propto 1+2\sum \limits _{n=1}^{\infty }v_{n}\cos(n\phi )}
Коефіцієнт {\displaystyle v_{1}} при першій гармоніці називають направленим потоком, при другій {\displaystyle v_{2}} — еліптичним, при третій {\displaystyle v_{3}} — трикутним і т. д.
Розрахунки гідродинамічного розширення КГП дали прогнози, що показують немонотонну залежність потоку частинок від енергії зіткнення іонів та виникнення колективних явищ, що спостерігаються в еліптичному та направленому потоках. Також поперечний потік безпосередньо відображає початкову просторову анізотропію області ядерного перекриття в поперечній площині, безпосередньо переведеної на спостережуваний розподіл імпульсу ідентифікованих частинок. Оскільки просторова анізотропія є найбільшою на початку еволюції, то еліптичний потік особливо чутливий до ранніх стадій еволюції системи.

### Фрагментація струменів
Високоенергетичні зіткнення важких ядер дозволяють вивчати властивості КГП за допомогою спостережуваних змін у функціях фрагментації струменів частинок порівняно з випадком вільного поширення струменів у просторі. Один зі струменів може пройти через товщу КГП де зазнає взаємодії з середовищем. У цих взаємодіях енергія партонів у струмені зменшується через втрати енергії при зіткненнях з кварками КГП та глюонне випромінювання. Точна реконструкція струменів дозволяє вимірювати функції фрагментації струменів і, таким чином, забезпечити розуміння властивостей гарячого та щільного середовища КГП, створеного при зіткненнях.

### ПодавленняJ/ψ{\displaystyle J/\psi }
У гарячому середовищі КГП, коли температура підвищується набагато вище температури Хагедорна, очікується, що збудженні стани {\displaystyle J/\psi } мезона будуть дисоціювати на кварк-антикваркові пари. Це один із прогнозованих сигналів утворення КГП, який ґрунтується на Дебаєвому екрануванні колфрних зарядів у плазмі, в той час як у вакуумі екранування відсутнє.

### Електромагнітні проби: Термальні фотони та дилептони
У середовищі КГП при анігіляції кварк-антикваркових пар можуть утворюватися термальні фотони та дилептони. Проте такий сигнал дуже важко спостерігати експериментально, оскільки основний вклад у кінцеві спектри фотонів та дилептонів вносять розпади адронів та конкуруючі процеси, такі як процес Дрелл-Яна.